# Topolsko
Topolsko (ukr. Топільське) – wieś na Ukrainie w rejonie rożniatowskim obwodu iwanofrankiwskiego; nad Łomnicą.